# (3) Junon
Pour les articles homonymes, voir Junon (homonymie).
(3) Junon (désignation internationale (3) Juno, du latin Iuno) est l'un des principaux astéroïdes de la ceinture principale et le deuxième plus massif de sa classe spectrale S. À sa découverte le 1er septembre 1804 par l'astronome Karl Ludwig Harding, il devint la troisième planète mineure connue après Cérès et Pallas. Il tire son nom de Junon, la femme de Jupiter dans la mythologie romaine.

## Observations

### Découverte et classification
Junon est découvert par l'astronome allemand Karl Ludwig Harding à l'observatoire de Lilienthal le 1er septembre 1804 alors qu'il est assistant de Johann Hieronymus Schröter,. L'astéroïde est d'abord considéré comme planète à l'instar de (1) Cérès et (2) Pallas et se voit assigner un symbole. Avant les années 1850, le diamètre de Junon est estimé à 2 290 km, un ordre de grandeur supérieur à la valeur actuellement acceptée de 234 km. Après 1850, il est considéré comme « planète mineure » ou « astéroïde ». La première vingtaine d'astéroïdes découverts se sont vus attribuer un symbole afin de faciliter leur notation abrégée, celui de Junon était .

### Principales observations scientifiques
Junon est le premier astéroïde pour lequel une occultation a été observée : celle de l'étoile SAO 112328 le 19 février 1958. Plusieurs occultations ont ensuite été étudiées et ont permis de déterminer les dimensions de l'astéroïde.
James Hamilton rapporte une légère modification de l'orbite vers 1839, probablement due au passage à proximité d'un astéroïde non identifié. L'hypothèse d'un impact par un petit corps est peu probable. Des images de Junon obtenues récemment par le télescope Hooker de l'observatoire du Mont Wilson, en optique adaptative, montrent une tache noire qui pourrait être un cratère d'impact récent ou une couche d'éjectas de 100 km de diamètre ou plus. Les courbes de lumière visible et infrarouge précédemment observées, principalement liées à la non-uniformité de l'albédo de la surface, sont compatibles avec ces observations,.
Sa masse a été estimée à partir des perturbations qu'il exerce sur l'orbite de Mars en mesurant le signal radio des missions spatiales martiennes.
Des observations spectroscopiques ont permis d'étudier la composition de la surface de Junon, qui contient, à l'instar des chondrites, des silicates ferreux comme l'olivine et le pyroxène.

### Observation amateur
Avec une magnitude de 7,5 lors des oppositions favorables, Junon est alors plus brillant que la planète Neptune ou que Titan, le satellite de Saturne[réf. nécessaire]. Toutefois, en raison de l'excentricité de son orbite, sa magnitude à l'opposition varie entre 7,5 et 10,2 entre 2005 et 2019 (voir tableau ci-dessous). 
| Date (UTC)        | Distance (ua) | Diamètre apparent (″) | Magnitude (mag) | Constellation   |
| ----------------- | ------------- | --------------------- | --------------- | --------------- |
| 9 décembre 2005   | 1,06          | 0,303                 | 7,55            | Orion           |
| 10 avril 2007     | 2,13          | 0,151                 | 9,70            | Lion            |
| 6 juin 2008       | 2,28          | 0,141                 | 10,05           | Ophiuchus       |
| 21 septembre 2009 | 1,19          | 0,267                 | 7,63            | Poissons        |
| 12 mars 2011      | 1,78          | 0,181                 | 8,85            | Lion            |
| 19 mai 2012       | 2,38          | 0,136                 | 10,17           | Serpent         |
| 4 août 2013       | 1,68          | 0,190                 | 8,97            | Verseau         |
| 30 janvier 2015   | 1,34          | 0,241                 | 8,16            | Hydre           |
| 26 avril 2016     | 2,31          | 0,140                 | 10,02           | Vierge          |
| 2 juillet 2017    | 2,08          | 0,154                 | 9,75            | Écu de Sobieski |
| 16 novembre 2018  | 1,03          | 0,310                 | 7,47            | Éridan          |

## Caractéristiques

### Propriétés orbitales

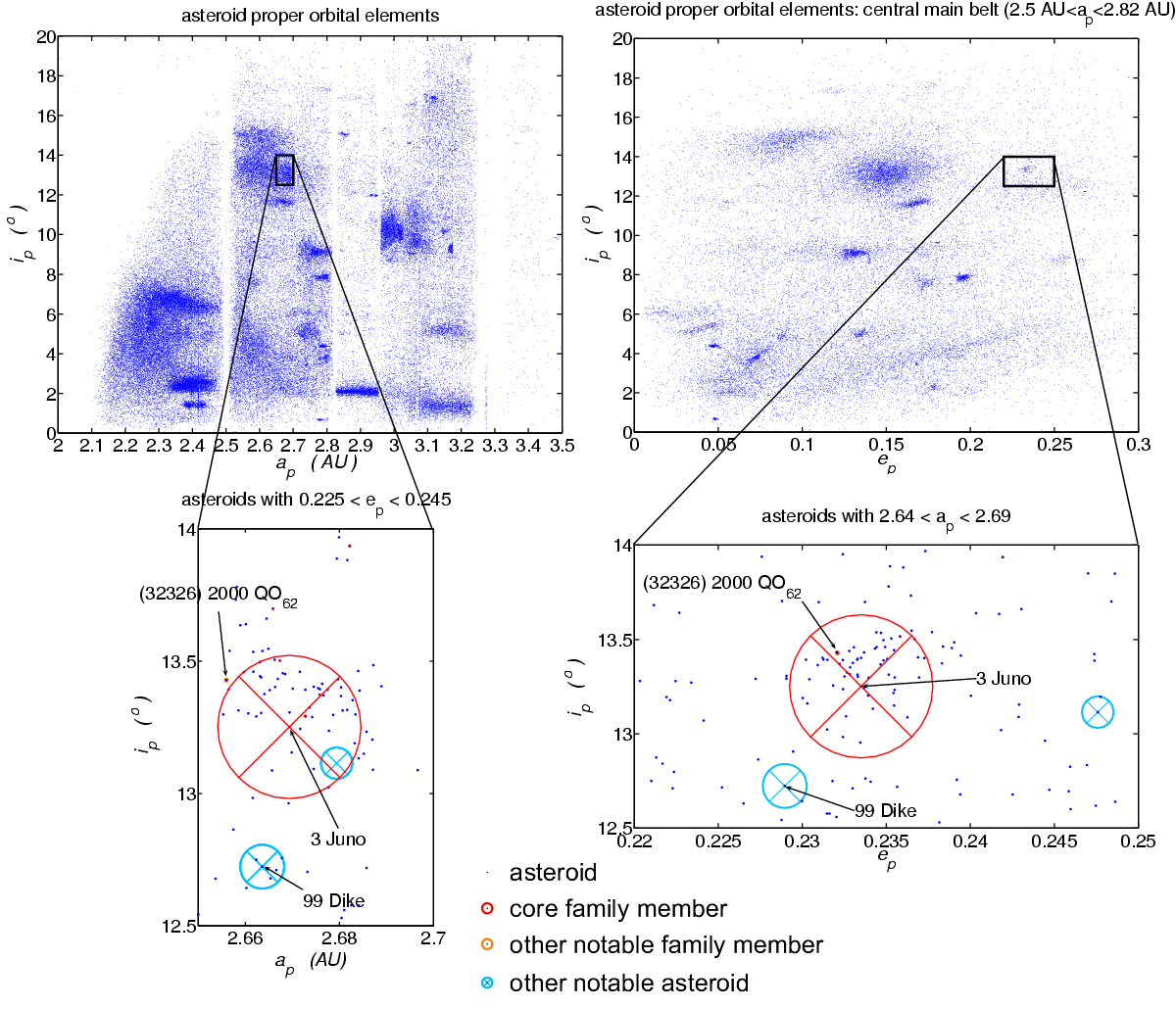
Position de Junon (haut : centre du rectangle ; bas : centre du cercle) et de la famille Juno hypothétique dans les diagrammes inclinaison-semi-grand axe et inclinaison-excentricité.

Junon orbite autour du Soleil en 4,36 années avec un demi-grand axe de 2,76 unités astronomiques et une excentricité de 0,26. En raison de son excentricité élevée, supérieure à celle de Pluton, il s'approche davantage du Soleil que Vesta au périhélie et s'en éloigne plus que Cérès à l'aphélie. Il fallut attendre 50 ans pour que l'on découvrît un astéroïde d'excentricité supérieure, à savoir (33) Polymnie. L'inclinaison de l'orbite de Junon est de 12,9° ; il peut donc se retrouver en dehors du Zodiaque.
V. Zappalà a émis l'hypothèse selon laquelle Junon est à l'origine d'une famille d'astéroïdes, par éjection de fragments lors d'impacts. La famille de Junon, hypothétique, serait composée, outre Junon lui-même, d'astéroïdes de petite taille, le plus gros candidat, (32326) 2000 QO62, mesurant environ 6 km. Lors de l'étude, la plupart des candidats partageaient des éléments orbitaux similaires :
- un demi-grand axe entre 2,64 et 2,68 ua ;
- une excentricité entre 0,226 et 0,240 ;
- une inclinaison entre 13,3° et 13,9°[18].

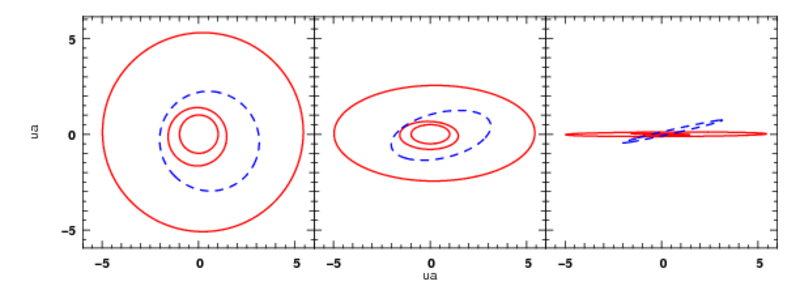
Orbite de Junon (ligne pointillée bleue) comparée à celles de la Terre (petite ellipse rouge), de Mars (ellipse rouge moyenne) et de Jupiter (grande ellipse rouge). Trois angles de vue sont donnés. Gauche : 90°, l'orbite terrestre est vue du dessus; milieu : 30°, l'orbite terrestre est vue de biais; droite : 0°, l'orbite terrestre est vue par la tranche.

### Orientation
L'astéroïde effectue une rotation en 0,300 jours (7 h 12 min), le pôle nord pointant vers le point de la voûte céleste de coordonnées écliptiques λ = 103 ± 10° (longitude) et β = +27 ± 10° (latitude), soit une ascension droite de 7h12m et une déclinaison de 50°. L'inclinaison de l'axe d'environ 50°.[réf. nécessaire]

### Propriétés physiques
Avec un diamètre moyen de 234 ± 11 km, Junon est du 8e au 19e plus gros astéroïde de la ceinture principale en raison de l'incertitude sur les tailles des petits corps du système solaire. Sa courbe de lumière permet de mesurer ses dimensions triaxiales de 290, 240 et 190 km. Sa masse a été estimée à (2,82 ± 0,12) × 1019 kg grâce à son influence sur l'orbite de Mars,.
Junon partage avec d'autres astéroïdes de classe spectrale S (notamment Hébé, Iris et Parthénope) la présence d'un mélange d'olivine et d'orthopyroxène pauvre en calcium (silicates ferreux) que l'on retrouve dans les météorites chondritiques. Parmi les astéroïdes de classe S, il est le candidat plus probable pour être à l'origine des chondrites, par éjection lors d'impacts. La température maximale mesurée sur la surface exposée au soleil est de 293 K (2 octobre 2001). Au périhélie la température devrait donc atteindre 301 K (28°C).

## Dans la culture

### Astrologie
Junon fait partie des quatre planètes mineures à être prises en compte dans l'astrologie occidentale. Junon étant la femme de Jupiter dans la mythologie gréco-romaine, son influence sur le mariage est mise en avant. Elle est associée à la compatibilité, la sensibilité aux désirs intimes d'autrui, la réaction à la frustration, à la créativité artistique, à la famille et au clan,.

### Dans les œuvres de fiction
Dans la série télévisée d'anime Mobile Suit Gundam (1979) de Yoshiyuku Tomino, Junon est placé au point de Lagrange L3 du système Terre-Lune, et renommé Luna 2, afin de servir de gisement de matières premières pour la construction de colonies spatiales. Il devient ensuite une base militaire de la Fédération Terrienne.
Le roman de science-fiction Éon (1985) de Greg Bear relate l'arrivée dans le système solaire d'un astéroïde identique à Junon, Thistledown, qui est creux et habité de villes construites par des humains.[réf. nécessaire]

## Galeries

Caractéristiques de Junon
Orbite de (3) Junon
Déplacement de (3) Junon devant les étoiles
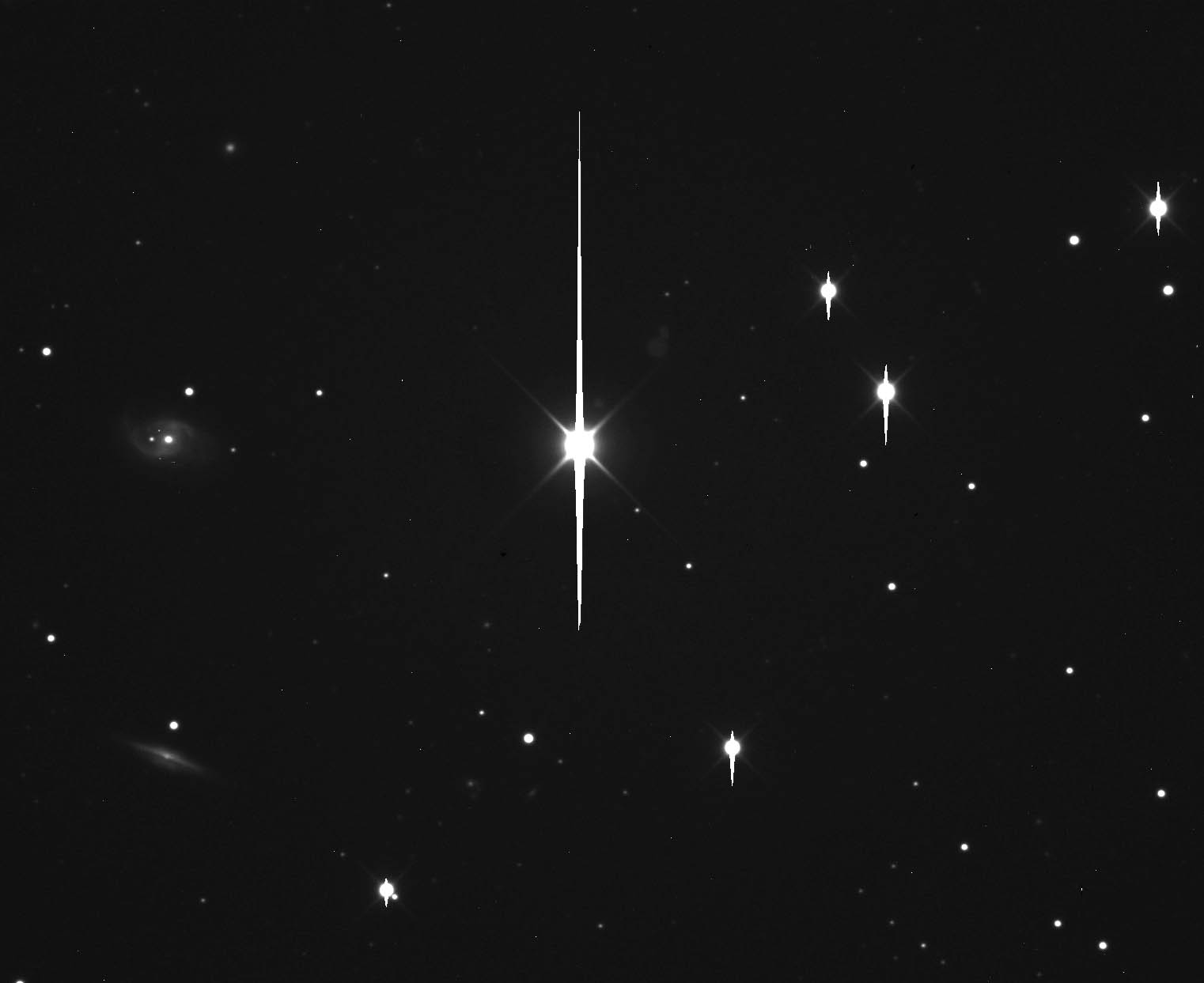
Junon lors d'une opposition en 2009
- Video de Junon prise lors de la campagne ALMA